# Cerro Telapon
Cerro Telapón är ett berg i Mexiko.   Det ligger i kommunen Ixtapaluca och delstaten Mexiko, i den sydöstra delen av landet, 40 km öster om huvudstaden Mexico City. Toppen på Cerro Telapón är 4 063 meter över havet, eller 368 meter över den omgivande terrängen. Bredden vid basen är 5,2 kilometer.
Terrängen runt Cerro Telapón är kuperad österut, men västerut är den bergig. Runt Cerro Telapón är det mycket tätbefolkat, med 2 345 invånare per kvadratkilometer. Närmaste större samhälle är Ixtapaluca, 18,1 km väster om Cerro Telapon. I omgivningarna runt Cerro Telapon växer i huvudsak blandskog.